# Suicide Squad
Suicide Squad (dt. „Selbstmordkommando“, freier „Himmelfahrtskommando“) ist der Titel einer Reihe von Comicserien, die der US-amerikanische Verlag DC-Comics seit 1987 veröffentlicht.
Die Serie, die eine Mischung aus Action- und Agentengeschichten mit einigen Science-Fiction-Elementen darstellt, handelt von den Erlebnissen einer geheimen Regierungsorganisation, die sich aus Strafgefangenen mit außerordentlichen Fähigkeiten rekrutiert, denen im Austausch für die Teilnahme an riskanten Geheimdienstoperationen Straffreiheit zugesagt wird. Der Name Suicide Squad auf den Heftcovern – der nur als Titelzug der Hefte benutzt wurde, während die Gruppe sich in der Handlung im Innern der Hefte stets nur Task Force X nennt – macht dabei die hohe Wahrscheinlichkeit kenntlich, von einer dieser Operationen nicht lebendig zurückzukehren.
Als Vorbilder von Suicide Squad gelten vor allem der Kinofilm Das dreckige Dutzend sowie die Fernsehserie Mission: Impossible.

## Serien unter dem Titel „Suicide Squad“
Die erste Serie unter dem Titel Suicide Squad wurde im Mai 1987 gestartet. Sie erschien im monatlichen Rhythmus bis Juni 1992 und erreichte insgesamt 66 Ausgaben. Hinzu kamen ein sogenanntes Annual, das im Jahr 1988 veröffentlicht wurde, und die Sonderausgabe Doom Patrol and Suicide Squad Special #1, die ebenfalls 1988 erschien. Die gesamte Serie wurde von den Autoren John Ostrander und Kim Yale verfasst. Die optische Gestaltung der Hefte besorgten wechselnde Künstler, namentlich die Zeichner Geoff Isherwood, Luke McDonnel, John K. Snyder III. und Grant Miehm sowie der Tuscher Karl Kesel. Die Veröffentlichung der Serie in einer deutschen Übersetzung kam entgegen von Ankündigungen des Norbert Hethke Verlags, Suicide Squad unter dem Titel Strafbataillon in einer entsprechenden Übertragung verlegen zu wollen, nicht zustande.
Von November 2001 bis Oktober 2002 erschien eine zweite Serie unter dem Titel Suicide Squad. Diese Serie, die nur zwölf Ausgaben erreichte, bevor sie eingestellt werden musste, wurde von dem Autor Keith Giffen verfasst und von dem Zeichner Paco Medina graphisch ins Bild gesetzt.
Zwischen November 2007 und Juni 2008 brachte DC-Comics eine auf acht Ausgaben angelegte Miniserie über die Suicide Squad auf den Markt. Diese ist abweichend auch als Suicide Squad. Raise the Flag bekannt geworden. Als Autor kehrte John Ostrander zurück, der hier einige offengebliebene Handlungsstränge der ursprünglichen Serie zu Ende führte. Die Zeichnungen besorgte Javier Pina.
Eine vierte „Suicide-Squad“-Serie wurde von September 2011 bis Juli 2014 veröffentlicht und erreichte 30 Ausgaben. Autor dieser Serie war Adam Glass. Die Zeichnungen wurden von Federigo Dalocchio und Ransom Getty übernommen.
Eine bis heute laufende fünfte Suicide-Squad-Serie (New Suicide Squad) wurde im Juli 2014 gelauncht und läuft bis in die Gegenwart. Betreut wird diese von dem Autor Sean Ryan und dem Zeichner Jeremy Roberts.
Darüber hinaus erschienen Geschichten über eine Vorversion der Suicide Squad bereits gut zwanzig Jahre vor dem Anlaufen der ersten eigenen Serie unter diesem Titel in den 1960er Jahren als Backup-Stories in einigen Ausgaben der Anthologieserie The Brave and the Bold. Autor dieser Geschichten war der Science-Fiction-Schriftsteller Robert Kanigher, während die Zeichnungen von dem Künstler Ross Andru besorgt wurden. Die erste dieser Geschichten erschien in The Brave and the Bold #25. Insgesamt erschienen sechs Geschichten in den Heften #25–27 und 37–39.
Weitere Suicide-Squad-Geschichten erschienen in einzelnen Ausgaben von Serien wie Legends (#3–5; 1986), Superboy (#13; 1995), Checkmate, 52 oder Chase (#2 und #3; 1998). In den meisten dieser Hefte treten Mitglieder der Squad als Gaststars auf und erleben gemeinsame Abenteuer mit den Titelhelden der jeweiligen Serie.

## Handlung der „Suicide-Squad“-Geschichten inThe Brave and the Bold
Die Suicide-Squad-Geschichten, die in The Brave and the Bold erschienen, erzählten von einem Quartett von Geheimagenten, das auf der ganzen Welt Abenteuer besteht. Das Team setzt sich zusammen aus dem Offizier Rick Flag Jr., seiner Freundin Karin Grace, dem Arzt Dr. Hugh Evans und ihrem Kumpanen Jess Bright.
Die Geschichten dieser Reihe – die als „Silver-Age“-Version der Suicide Squad bekannt ist – sind sehr Science-Fiction- bzw. Fantasy-lastig. So schildern sie Abenteuer, bei denen die Squad-Mitglieder auf Dinosaurier, Riesen und Ungeheuer treffen.
Im letzten Abenteuer dieser Suicide Squad in The Brave and the Bold #39 wird Dr. Evans während einer Mission getötet, während Bright von sowjetischen Einheiten gefangen genommen und einer Gehirnwäsche unterzogen wird, aus der er als der bestialische Koshchei hervorgeht. Grace – die heimlich schwanger ist – und Flag, die entkommen können, beenden ihre Beziehung am Ende der Geschichte.
1988 wurde die Geschichte dieser „ersten“ Suicide Squad in dem Heft Secret Origins #14 weiter vertieft und mit der Geschichte der modernen Squad verknüpft: Es wird gezeigt, wie er nach seiner letzten Mission für die alte (aus Abenteurern ohne Superkräfte bestehende) Suicide Squad als Teamleader für die neue (größtenteils aus Superwesen bestehende) Squad angeworben wird. Außerdem wird in diesem Heft enthüllt, dass das Einsatzkommando der sogenannten Suicide Squadron, dessen während des Zweiten Weltkriegs spielende Abenteuer Robert Kanigher, der Erfinder der „Silver Age“-Squad, in den 1970er Jahren in der Reihe „The War that Time Forgot“ in der Serie Star-Spangled War Stories erzählt hatte, innerhalb der fiktiven Welt des DC-Universums der Vorgänger der modernen Suicide Squad war: Dieses Team hatte sich – wie die moderne Squad und anders als die „Silver Age“-Squad – aus Kriminellen (speziell kriminellen Angehörigen der US-Armee) zusammengesetzt, die als entbehrlich erachtet wurden, so dass die Führung sie guten Gewissens auf Himmelsfahrteinsätze schicken konnte. Leiter dieses Teams war, wie man in diesem Heft erfährt, Flags Vater Rick Flag senior.
In der Miniserie DC New Frontier von 2004 wurde nachträglich eine nicht-kanonische Neuinterpretation der „Silver Age“-Version der Squad vorgelegt: Hier erscheint das Team um Flag als eine Gruppe von angehenden Raumfahrern während der Präsidentschaft von John F. Kennedy, die während eines Testfluges, mit dem sie sich auf eine Reise zum Mars vorbereitet, zu Tode kommt.

## Handlung der 1. „Suicide Squad“-Serie (1987–1992)
Die moderne Neuinterpretation des „Suicide Squad“-Stoffes wurde erstmals 1986 in der Miniserie Legends vorgestellt. Hier wird beschrieben, wie die US-Regierung, um ein wirksames Werkzeug zur Abwendung von Bedrohungen der Sicherheit und der nationalen Interessen der USA – besonders solche, die von Wesen mit Superkräften ausgehen – in die Hand zu bekommen und ihre Abhängigkeit von dem (denkbarerweise vergänglichen) Wohlwollen von Superhelden wie Superman zu verringern, die Gründung eines Einsatzkommandos aus Meta-Wesen (d. h. Wesen mit Superkräften) in Auftrag gibt.
Mit der administrativen Leitung und Aufsicht über dieses Unternehmen wird die undurchsichtige und durchsetzungsfähige Geheimdienstfunktionärin Amanda Waller beauftragt. Waller, die – wie sich später herausstellt – diejenige war, die der Regierung die Idee zur Gründung eines solchen Teams eingegeben hatte und den ihr erteilten Auftrag somit selbst herbeigeführt hat, entscheidet sich dazu, die neue Einheit, die offiziell als 'Task Force X' („Einsatzkommando X“) bezeichnet wird aus Strafgefangenen mit Superkräften zu rekrutieren: Diesen wird im Austausch dafür, dass sie sich dafür verpflichten, an einzelnen gefährlichen Kommandomissionen oder – dies ist bei dem Großteil der Teammitglieder der Fall – über einen längeren Zeitraum an diversen Missionen solcher Art teilzunehmen, das Angebot unterbreitet, ihre Gefängnisstrafen erlassen zu bekommen. Häftlinge, die hierauf eingehen, werden in das Gefängnis Belle Reve verlegt, hinter dessen Fassade sich das Hauptquartier der neuen Black Ops-Einheit verbirgt. Aufgrund der gefährlichen Natur der Einsätze, die der Task Force übertragen werden, und der hohen Wahrscheinlichkeit bei diesen auf der Strecke zu bleiben, wird diese von den Teammitgliedern und ihren Auftraggebern auch ironisch als „Suicide Squad“, Selbstmordkommando, bezeichnet.
Die Existenz des der Task Force X gilt innerhalb der fiktiven Welt, in der ihre Geschichten spielen, als Regierungsgeheimnis, so dass die Gruppe stets im Verborgenen handelt.
Intradiegetisch hat der DC-Verlag das „Suicide Squad“-Konzept auch als Mittel verwendet, um zu erklären, weshalb die Widersacher diverser Superhelden-Figuren in seinem Verlagsprogramm (so z. B. Batman, Green Arrow, Flash und Black Canary) sich fast immer bereits kurze Zeit nach einer ihrer Niederlagen gegen den Superhelden, dem sie als Gegner-Figur zugeordnet sind, und der auf ihre Niederlage meist folgenden Verhaftung und Verbringung in ein Gefängnis oder (besonders bei Batman-Widersachern) eine Nervenheilanstalt des DC-Universums (wie das Arkham Asylum) wieder auf freiem Fuß befinden und dem betreffenden Superhelden erneut das Leben schwer machen. Das als „Drehtür“-Effekt bekannt gewordene, in Endlosschleife weiterlaufende Handlungsmuster, dass die schurkischen Antagonisten der DC-Helden meist nur kurze Zeit eingesperrt bleiben, um ihre heroischen Pendants bald erneut heimzusuchen, wird also damit erklärt, dass diese kurz nach ihrer Inhaftierung für die Squad rekrutiert werden und so aus der Haft freikommen, um dann, nach einem oder mehreren Einsätzen mit der Squad und ihrer Entlassung aus dieser – oder noch während ihrer Zugehörigkeit zu dieser, zwischen zwei Einsätzen – sich erneut ihren persönlichen kriminellen Privatprojekten zuwenden und so erneut in Konflikt mit ihren alten Superhelden-Nemesissen geraten.
Während das Gros der Squad aus Berufskriminellen und Soziopathen mit fragwürdigen charakterlichen Eigenschaften besteht, werden der Truppe als Aufsichtspersonen auch einige aufrechte und integere Charaktere hinzugefügt: So der Berufsoffizier Rick Flag Jr. (derselbe Rick Flag, der im Mittelpunkt der „Suicide Squad“-Geschichten, die 1959/1960 in The Brave and the Bold erschienen waren), der in den meisten Heften der Serie als Kommandoführer der Squad auf ihren Einsätzen fungiert, der Geheimagent Nemesis (alias Tom Tresser) und der geläuterte Attentäter Bronze Tiger. Waller erteilt dem Team als Direktorin seine Aufträge (bzw. übermittelt die Aufträge der Regierung) und hat die Oberaufsicht über dieses inne, nimmt aber so gut wie nie an den Missionen des Teams teil.
Die Einsätze der Squad führen diese meist gegen feindliche Staaten, Verbrechersyndikate oder terroristische Gruppen. Um die kriminellen Mitglieder während ihrer Einsätze unter Kontrolle zu halten, ihren Gehorsam gegenüber den Anweisungen von Waller und Flag sicherzustellen sowie eine „Desertion“ aus dem Dienst der Squad zu verhindern, tragen die meisten von ihnen mit Sprengstoff versehene Halsbänder, die explodieren und den Träger töten, wenn er diese gewaltsam zu entfernen versucht oder wenn diese von der Kommandozentrale der Squad in Belle Reeve per Fernzündung aktiviert werden (z. B. wenn Waller und ihre Mitarbeiter, die die meisten Einsätze per Funk und mit Radarortung überwachen, feststellen, dass das betreffende Teammitglied „auszureißen“ versucht).
Stamm-Mitglieder der Squad, die in fast allen Geschichten der Serie auftreten, sind außer Rick Flag, Bronze Tiger und Nemesis Auftragskiller (ein Widersacher von Batman), der Dieb Captain Boomerang (ein Schurke des Superhelden The Flash) und der gestürzte osteuropäische Fürst und Dieb Count Vertigo (ein Widersacher des Bogenschützen-Superhelden Green Arrow).
In einer größeren Zahl von Stories gehören der Squad auch die Öko-Terroristin Poison Ivy (Batman-Widersacherin), der korrupte Wissenschaftler Dr. Light (Green Lantern-Schurke), die verführerische Enchantress, das überdrehte Diebespaar Punch und Jubilee, der transformationsbegabte Shade, der taktisch begabte Thinker, das ehemalige Modell Vixen und die ätherische Superheldin Nightshade an.
Lange Zeit rätselhaft – sowohl für die Protagonisten der Serie als auch für die Leser – ist die Identität des an Amnesie leidenden Teammitgliedes Duchess, einer Kriminellen, die während der ersten drei Jahre der Laufzeit der Serie der Squad angehört und keine Erinnerung über ihr Leben bis kurz vor ihre Rekrutierung in die Squad weiß. Schließlich stellt sich heraus, dass es sich bei ihr um eine Außerirdische namens Lashina handelt, die von dem Planeten Apokolips stammt, der von dem Diktator Darkseid beherrscht wird. Nachdem Lashina – einem Mitglied von Darkseids Leibgarde, den sogenannten Female Furies – ihr Gedächtnis wiedererlangt, kehrt sie auf ihren Heimatplaneten – der eine Mischung aus christlichen Vorstellungen der Hölle sowie einer mit seelenloser futuristischer Hochtechnologie überzogenen Zukunftswelt, in der die Natur abgestorben ist, darstellt – zurück. Bei dieser Gelegenheit werden auch mehrere Mitglieder der Squad auf diesen verschlagen. Die folgenden Geschichten beschreiben, wie diese sich einen Weg zur Rückkehr auf die Erde suchen müssen.
Ergänzt wird das Team der aktiven Squad-Mitglieder durch die IT-Spezialistin Barbara Gordon, die die Task Force X unter dem Codenamen „Oracle“ mit Informationen, die es für seine Einsätze benötigt, und für deren Beschaffung sie als professionelle Hackerin und Rechercheurin zuständig ist, versorgt. Gordon, die früher unter dem Decknamen Batgirl selbst als Superheldin aktiv war, ist seit einer Konfrontation mit dem geisteskranken Kriminellen Joker, der ihr durch die Wirbelsäule schoss, körperlich behindert und auf den Rollstuhl angewiesen. Naturgemäß nimmt sie nicht an den Missionen der Squad teil. Sie hält sich anders als Waller und das restliche Support-Team der Squad auch nicht im geheimen Hauptquartier der Squad in Belle Reve auf, sondern hat ihr eigenes Hauptquartier in Gotham City, von dem aus sie die eigentliche Squad sowie das Support-Team um Waller während der Vorbereitung der Einsätze des Teams sowie während diese im Gang sind durch ständigen Funkkontakt und durch digitale Datenübermittlung mit den benötigten Informationen beliefert.
Im Gegensatz zu der ursprünglichen Suicide Squad der Jahre 1959/1960 – die sich aus ausgesprochen positiven, heldenhaften Figuren zusammensetzte – ist das Team der 1987er Serie, bis auf wenige Ausnahmen, eine Gruppe von Antihelden. Der Zusammenhalt der Gruppe ist, bedingt durch die weitgehend von ihren jeweiligen Ego-Interessen bestimmte Ausrichtung ihrer eigenbrötlerisch-asozial bis psychopathisch veranlagten Mitglieder, naturgemäß äußerst gering, so dass die (dysfunktionale) Gruppendynamik durch ständig anhaltende Spannungsverhältnisse, durch wechselseitige Abneigungen bestimmter Teammitglieder zueinander und sogar durch dezidierte persönliche Feindschaften geprägt ist. Dies führt während der Einsätze der Task Force häufig dazu, dass der Einsatzerfolg gefährdet wird und verschuldet gelegentlich unnötige Verluste des Teams.
Für die Zeit ihres Erscheinens untypisch war, dass Autor John Ostrander tatsächlich eine große Zahl von Mitgliedern des Teams, dessen Abenteuer er schilderte, innerhalb der Geschichten, die er erzählte, „sterben“ ließ und sogar Charaktere aus dem Kreis der engeren Hauptfiguren umkommen ließ, so den Anführer des Teams, Rick Flag am Ende des zweiten Jahres der Laufzeit der Serie.

### Übersicht über die einzelnen Storylines der Serie
Das erste Abenteuer der Squad (bestehend aus Flag, Bronze Tiger, Captain Boomerang, Enchantress, Deadshot und dem superstarken Koloss Blockbuster), das als einer von mehreren Handlungssträngen in der Miniserie Legends (Autor. John Byrne) erzählt wird, beschreibt, wie Waller die Task Force auf das außerirdische Monster Brimstone (eine riesenhafte, an die Echse Godzilla aus der gleichnamigen japanischen Filmreihe angelehnte, feuerspeiende Kreatur, die von dem außerirdischen Herrscher Darkseid zur Erde geschickt wird, um diese zu verwüsten, um einer Invasion des Planeten durch Darkseids Armeen vorzubereiten) ansetzt, das ländliche Landstriche der Vereinigten Staaten mit einer Spur der Zerstörung überzieht. Am Ende gelingt es der Squad Brimstone zu vernichten, wobei das Teammitglied Blockbuster allerdings ums Leben kommt.
Die erste Storyline der regulären Serie („Baptism of Fire“ [„Feuertaufe“]), die die damaligen Ereignisse (1987) des andauernden Nahostkonfliktes (speziell die 1. Intifada) reflektiert, schildert die Jagd der Squad auf eine Terrorgruppe namens Jihad (die auch gelegentlich als Onslaught bezeichnet wird). Es gelingt der Squad das Hauptquartier der Gruppe (die Festung Jotunheim) in dem fiktiven Staat Qurac zu infiltrieren und sie (vorerst) zu zerschlagen. Zahlreiche bleibende Handlungsstränge der Serie nehmen hier ihren Anfang: So die Feindschaft zwischen dem zur Squad gehörenden Kampfsportler Bronze Tiger und dem Jihad-Terroristen Rustam, den er im Zweikampf verkrüppelt, die Rivalität von Rick Flag mit dem Anführer der Jihad-Terroristen Rustam, die unerwiderte Liebe des „Suicide Squad“-Mitgliedes Nightshade zu ihrem Kommandoführer Rick Flag und die Rolle von Captain Boomerang als dem schwarzen Schaf des Teams, der hier – wie in zahlreichen späteren Stories – den Erfolg der Mission durch sein feiges und intrigantes Verhalten gefährdet und absichtlich den Tod seiner Teamkameradin Mindboggler herbeiführt, nachdem diese ihn gekränkt hat.
Der zweite Story-Arc der Serie („Mission to Moscow“) handelt davon, wie die Squad nach Moskau geschickt wird, um die regimekritische Schriftstellerin Zoya Trigorin aus der Haft zu befreien. In Anlehnung an die Situation von Dissidenten in der Sowjetunion während des Kalten Krieges wie Andrei Dmitrijewitsch Sacharow werden hier die antisowjetischen bzw. antirussischen Vorurteile der westlichen Staatengemeinschaft in den letzten Jahren des Ost-West-Konfliktes hinterfragt: So lehnt Zoya es, nachdem das Team ihn ausfindig gemacht hat, ab, sich befreien zu lassen und veranlasst die Mitglieder der Squad ihr von simplen Schwarz-Weiß-Denken bestimmte Wahrnehmung der Staaten hinter dem Eisernen Vorhang zu überdenken. Die Gruppe muss schließlich durch die sibirische Tundra aus der Sowjetunion fliehen, wobei sie mit einer russischen Superhelden-Truppe, „The People’s Heroes“ („Die Volkshelden“) zusammentrifft und sich ein kurzes Gefecht mit dieser liefert. Trigorin wird hierbei getötet und das Teammitglied Nemesis gefangen genommen. In einer späteren Geschichte gelingt es der Squad mit Hilfe der Justice League ihn aus der Gefangenschaft in Russland zu befreien.
In den Geschichten „Rogues“ und „Final Round“ (#21–22) wird die Existenz der Squad durch eine Enthüllungsgeschichte der Zeitung Daily Planet öffentlich bekannt, nachdem Deadshot den US-Senator Cray, der versucht Waller mit der Drohung, das Geheimnis um das klandestine Einsatzkommando zu dekuvrieren, dazu zu bewegen, ihre Geheimdienstverbindungen zu nutzen, um seine Wiederwahl zu erreichen, erschießt, um zu verhindern, dass Rick Flag, der dasselbe Ziel hat, sich mit dieser Tat kompromittiert. Auch Derek Tolliver, der sich mit Cray verschworen hat, stirbt in dieser Geschichte. Eine von ihm in seinem Büro hinterlegte Pressenotiz über die Existenz der Squad führt dennoch zu der erwähnten Enthüllung des Planet. Deadshot, der einen heimlichen Todeswunsch hat, wird bei einer Auseinandersetzung mit der Polizei niedergeschossen, überlebt seine Verletzungen aber zu seinem Leidwesen.
Zur Schadensbegrenzung unternimmt die Squad eine PR-Offensive und rettet eine Nonne aus der Gewalt eines repressiven Regimes. Zu Tarnzwecken wird ein Schauspieler namens Jack Kale als vorgeblicher Leiter der Squad eingesetzt. Rick Flag kehrt derweil nach Quarci zurück und zerstört die Festung Jotunheim, das Hauptquartier der Terrorgruppe Onslaught, mit einem experimentellen Sprengsatz, wobei er auch selbst umkommt.
In dem Crossover „The Janus Directive“, das sich durch die Ausgaben #27–30 der Suicide Squad sowie diverse Ausgaben der Serie Checkmate und Captain Atom zieht, wird ein Geheimkrieg zwischen der Squad und zwei anderen geheimen Regierungsorganisationen, dem Geheimdienst Checkmate und der militärischen Forschungseinrichtung Project Atom, beschrieben. Wie sich herausstellt hat der Terrorist Kobra diese Agencies gegeneinander ausgespielt, um sie von seinen eigenen Aktivitäten abzulenken. Im Laufe der Auseinandersetzungen werden die Hauptquartiere von Checkmate und Suicide Squad zerstört. Nachdem die Manipulationen Kobras ans Licht kommen, wird dieser besiegt. Das Crossover endet damit, dass die drei Organisationen jeweils autonomen Status erhalten.
Die Ausgaben #37–39 („The Coils of the LOA“) der Serie handeln davon, wie Amanda Waller Deadshot, Ravan und Poison Ivy damit beauftragt, ein Attentat auf die Anführer der Organisation LOA, die die Erschaffung einer Zombiearmee plant, auszuführen. Waller wird am Ende der Geschichte in Haft genommen.
In den Heften #40–43 („The Phoenix Gambit“) erzählen, wie die Squad einige Monate nach dem Ende des vorangegangenen Handlungsbogens, an dessen Ende sie aufgelöst worden war, neu aufgestellt wird. Waller erhält auf Vermittlung von Sergeant Steel eine Begnadigung durch den US-Präsidenten und kommt wieder in Freiheit, um erneut die administrative Leitung der Task Force X zu übernehmen. Hintergrund der Reaktivierung der Gruppe ist, dass die US-Regierung die besonderen Fähigkeiten des Kommandos benutzen möchte, um die sich abzeichnende Gefahr einer gewaltsamen Eskalation des Dauerkonfliktes zwischen den Vereinigten Staaten und der Sowjetunion in dem osteuropäischen Staat Vlatava, der von einem Bürgerkrieg erschüttert wird – der, wenn er nicht bald beigelegt wird, ein Eingreifen der beiden Supermächte notwendig machen würde –, zu verhindern. Zu diesem Zeitpunkt beginnt Waller, auch selbst als Agentin an Einsätzen der Squad teilzunehmen, anstatt diese nur aus der Ferne zu leiten. Am Ende dieser Geschichte gibt die Squad ihre Unterstellung unter die US-Regierung auf – die Einwilligung zu diesem Schritt hat Waller der Regierung zuvor als Bedingung dafür abgepresst, dass sie und die Squad die Vlatava-Mission übernehmen würden – und verselbständigt sich als unabhängige Söldnertruppe, die sich gegen Bezahlung in den Dienst des Höchstbietenden stellt.
Der Dreiteiler „Serpent of Chaos“ (#45–47) hat eine weitere Mission der Squad im Nahen Osten zum Inhalt: Sie stellen den Anführer der gleichnamigen Terrororganisation Kobra, der das Ziel hat, einen Dritten Weltkrieg auszulösen. Zu diesem Zweck hat er sich vom israelischen Geheimdienst Mossad verhaften lassen, dessen Agenten Dybbuk er durch Manipulationen als Werkzeug zur Entfesselung eines Krieges gewinnen möchte. Die Geschichte kreist um philosophische Betrachtungen über die Themen Gut gegen Böse, freier Wille und Moralität, die in Zwiegesprächen zwischen dem Mossad-Agenten Dybbuk und Kobra einerseits sowie dem kabbalistischen Magier Ramban und Dybbuk andererseits ausgetragen werden. Ravan stirbt am Ende (scheinbar) an einer Vergiftung im Kampf mit Kobra.
Die Hefte #59–62 haben einen Mehrteiler mit dem Titel „Mystery of the Atom“ zum Inhalt. Der Ausgangspunkt der Handlung ist die Entführung des ehemaligen Präsidenten des Staates Qurac, Präsident Marlo, durch den fiktiven israelische Geheimdienst Hayoth, dem die Israelis als Kriegsverbrecher den Prozess machen wollen. Dies führt zu einer unübersichtlichen „Jeder gegen Jeden“-Auseinandersetzung zwischen dem Hayoth, der Justice League (Superman, Batman und Aquaman), der Suicide Squad und der aus früheren Storylines bekannten Terrorgruppe Jihad. Superman macht dem chaotischen Schlagabtausch schließlich mit seinen übermächtigen Kräften ein Ende. In dieser Geschichte taucht auch der verschollene Superheld Atom, alias Ray Palmer, wieder auf, der das Geheimnis um seine vermeintliche Mitgliedschaft in der Squad auflöst: Nicht er, sondern ein Mann namens Adam Cray, der sich als er ausgegeben hatte, war der „Atom“, der in vorangegangenen Ausgaben der Serie eine Zeit lang der Task Force X angehört hat.
In der letzten Storyline der Serie (Hefte #63–66: „Rumble in the Jungle“) reist die Squad auf die fiktive Insel Diabloverde im Bermuda Dreieck. Ihr Auftrag lautet, den Diktator des kleinen Eilands, einen gewissen Guedhe, der scheinbar mit der Gabe der Unverwundbarkeit ausgestattet ist, zu stürzen und die Bevölkerung der Insel von seinem Regime zu befreien. Es gelingt der Squad schließlich, die persönliche Leibgarde Guedhes – eine Gruppe von Metamenschen, die sich provozierender Weise auch als Suicide Squad bezeichnet – zu besiegen. Guedhe selbst stirbt, nachdem Waller, die die Squad bei diesem Einsatz ausnahmsweise selbst anführt, ihn überlistet und ihm dank ihrer durchsetzungsfähigen Persönlichkeit den Glauben an seine eigene Unsterblichkeit nimmt (er stellt sich heraus, dass er ein mächtiges Medium ist, dass über psychosuggestive Selbstheilungskräfte verfügt: So lange er sich seiner Unverwundbarkeit selbst in seinen Gedanken sicher ist, kann er körperliche Verletzungen kraft seines Geistes durch reine Willenskraft heilen, bevor diese ihn töten, bzw. kann er seinen toten Körper Kraft seiner Gedanken reanimieren), mit der Folge, dass nachdem er den Glauben an seine Unsterblichkeit verliert, er auch die Unsterblichkeit als solche verliert und der körperliche Tod auch seinen Geist erfasst und auslöscht. Nach der Erfüllung der Mission erklärt Waller die Suicide Squad für aufgelöst. Auf den letzten Seiten der Serie entbindet Count Vertigo Deadshot von der Verpflichtung, ihn, Vertigo, zu töten.

## Handlung der 2. „Suicide Squad“-Serie
Die zwölfteilige zweite Suicide Squad"-Serie ist eine düstere Persiflage der Serie Justice League International, die der Autor dieser Serie, knapp zehn Jahre früher verfasst hatte.
Die Handlung dreht sich wie in der ersten Serie um ein Team von Superkriminellen, die sich im Austausch für ihre Haftentlassung der US-Regierung zur Durchführung gefährlicher Kommandomissionen zur Verfügung stellen. Anstatt als Task Force X lautet der offizielle Teamname dieser Inkarnation der Suicide Squad Task Force Omega. Anstatt von Waller wird das Team nun von dem Offizier Sergeant Frank Rock (dem Titelhelden der Kriegscomics Sergeant Rock and the easy Company) geführt. Waller ist derweil in dieser Neuauflage des Stoffes in das Amt einer „Ministerin für Metamenschliche Angelegenheiten“ (Secretary of Metahuman Affairs) im Kabinett des zu diesem Zeitpunkt in den DC-Comics als US-Präsident amtierenden Superman-Erzfeindes Lex Luthor aufgerückt.
Das Team weist in dieser Version eine besonders hohe Verlustquote auf: So sterben während des ersten Einsatzes des neuen Teams fast alle Mitglieder (Cluemaster, Clock King, Big Sir) mit Ausnahme von Major Disaster und dem unsterblichen Multiman. Die Protagonisten der Serie sind der altbekannte Deadshot, Major Disaster und Killer Frost. Als Assistenzpersonal im Hintergrund fungieren außer Rock, dessen rechte Hand Bulldozer und die Techniker Havana (eine Tochter von Amanda Waller) und Modem, der am Ende der Serie stirbt.
Die Missionen die diese Squad erfüllt sind die Rettung eines Wissenschaftlers aus einem Geheimlabor auf Island, die Vernichtung einer außer Kontrolle geratenen Kolonie biologisch modifizierter Ameisen, die Erforschung der Insel Kooey Kooey Kooey und eine erneute Auseinandersetzung mit der Gruppe Onslaugt aus der ersten Serie. Es wird in der letzten Ausgabe angedeutet, dass der vermeintliche Teamführer Rock nicht der echte Rock, sondern ein Imitator, der dessen Platz eingenommen hat, ist, ohne dass dies innerhalb der Serie (oder seither) aufgeklärt worden ist.

## Handlung der 3. „Suicide Squad“-Serie (2007–2008)
Die dritte „Suicide Squad“-Serie beschreibt die Rückkehr von Rick Flag und die Formierung einer neuen Suicide Squad. Ausgangspunkt der Handlung ist der Auftrag einen skrupellosen Konzern, der für die Entwicklung tödlicher Bio-Waffen zuständig ist, zu zerschlagen.
Im Laufe der Serie wird beschrieben, dass Flag seinen scheinbaren Tod in Heft 22 der ersten Serie überlebt hat, indem er sich unmittelbar vor der Zerstörung der Festung Jotunheim mit einem magischen Artefakt in die verlorene Welt Skartaris im Inneren der Erde teleportiert hat.
Zu den Mitgliedern dieses neuen Teams gehören die altbekannten Mitglieder Bronze Tiger, der in eine monströse Kreatur mit Selbstheilungskräften transformierte ehemalige General Wade Eiling, die Sprengstoffexpertin Plastique, Owen Mercer (der Sohn des ursprünglichen Captain Boomerangs, der dessen Schurken-Identität zeitweise übernommen hat).

## Handlung der 4. „Suicide Squad“-Serie (2011–2014)
Die 4. Suicide Squad-Serie greift die Eckpunkte der ersten Serie wieder auf: Erneut ist Amanda Waller die Direktorin der Task Force X. Die wichtigsten Mitglieder des Teams sind in dieser Version Deadshot, der nun als „Field Leader“ der Gruppe fungiert sowie die überdrehte Batman-Widersacherin Harley Quinn und King Shark, ein Hybridwesen aus Mensch und Hai, das zur Schurkengalerie des Supermanklons Superboy gehört. Als psychologischer Berater des Teams wird außerdem der Serienmörder James Gordon junior eingestellt, der bald eine unheimliche Besessenheit von Waller entwickelt.
Der wiederkehrende Hauptgegner dieser Version der Suicide Squad ist die Terroristengruppe Basilisk (ähnlich der Gruppe Jihad in der ursprünglichen Serie). Weitere Missionen handeln davon, wie die Task Force X versucht, den unsterblichen Metamenschen Resurrection Man zur Strecke zu bringen und wie sie ein Baby ausfindig macht, das das Gegenmittel für eine im Ausbruch begriffene Virenseuche in sich trägt. Immer wieder nimmt die Serie auch die bizarre Liebesbeziehung zwischen Harley Quinn und dem geisteskranken Joker in den Blick.
Ein vor der Einstellung der Serie nicht mehr aufgelöster Handlungsknoten, der in der Serie immer wieder angerissen wird, dreht sich um die mysteriöse „Samsara“-Formel, mit deren Hilfe die Ärzte der Squad in der Lage sind, im Einsatz getötete Teammitglieder auf scheinbar wundersame Weise wieder zum Leben zu erwecken.
Die letzten Ausgaben der Serie sind Teil des „Forever Evil“-Crossovers. In diesem liefert die Squad sich unter Führung von Deadshot und Quinn einen Kampf mit dem Crime Syndicate und dem vernichtungswütigen Androiden OMAC. Neue Teammitglieder in dieser Story sind Warrant, Steel und Unknown Soldier sowie der zur Squad zurückkehrende Captain Boomerang.

## Die 5. „Suicide Squad“-Serie
In der im Juli 2014 gestarteten 5. Suicide Squad-Serie wird eine neue Inkarnation der Task Force X zusammengestellt. Im Mittelpunkt der Handlung stehen erneut, wie in der Vorgängerserie, der Auftragskiller Deadshot und die geisteskranke ehemalige Psychiaterin Harley Quinn.
Weitere Mitglieder dieser Suicide Squad sind der Flash-Schurke Reverse Flash, der Aquaman-Schurke Black Manta und eine exzentrische Frau, die nur als Joker's Daughter bekannt ist. Kurzzeitig gehört auch der Söldner Deathstroke dem neuen Team an, dieser wendet sich aber bereits im zweiten Heft gegen seine Teamkameraden und versucht sie zu töten.

## Gastauftritte der Squad in anderen Serien
In der Serie Superboy wird die Suicide Squad (bestehend aus Captain Boomerang, Deadshot und den Superboy-Schurken King Shark, Knockout und Sidearm) in dem Dreiteiler „Watery Grave“ (Superboy #13–15, 1995) verwendet: In diesem schließen Superboy und der Polizist Sam Makoa sich mit der Squad zusammen, um das sich in einer Basis auf dem Meeresboden befindliche Hauptquartier des Verbrechersyndikats der Dilicon Dragons zu zerstören. Das Squad-Mitglied Sidearm wird hierbei getötet.
In der Miniserie Hawk & Dove wird die Squad von der US-Regierung damit beauftragt die jugendlichen Superhelden Hawk und Dove zur Strecke zu bringen. Die Squad besteht in dieser Version aus Bronze Tiger, Count Vertigo, Deadshot, Flex, Quartzite, Shrapnel und Thermal.
In der Serie Chase wird die Titelheldin Cameron Chase in der 2. Ausgabe (1998) von Amanda Waller mit der Leitung einer aus Bolt, Copperhead, Killer Frost und Sledge bestehenden Formation der Squad beauftragt, der die Aufgabe übertragen wird, eine Militärbasis in Südamerika zu zerstören.
Die Miniserie Our World's at War von 2001 erzählt in einem Nebenstrang, wie eine zu diesem Zweck neuaufgestellte Squad (bestehend aus Manchester Black, Chemo, Mongul, Plasmus und Shrapnel) das auf dem Mond gefangengehaltene vernichtungswürtige Monster Doomsday aus seinem Gefängnis befreit, damit die US-Regierung es als Waffe zur Abwehr einer außerirdischen Invasion einsetzen kann. Die meisten Mitglieder des Einsatzkommandos werden bei dieser Gelegenheit von Doomsday getötet.
In der Miniserie Salvation Run übernimmt die Squad die Aufgabe, Dutzende andere Kriminelle im Auftrag der US-Regierung einzufangen, die dann als auf der Erde nicht eindämmbare Gefahrenherde auf einen anderen Planeten transferiert werden, auf dem sie fortan als Exilierte leben sollen.

## Wiederkehrende Figuren

### Amanda Waller
Amanda Blake Waller erscheint in den meisten Inkarnationen des Suicide-Squad-Stoffes als der Spiritus Rector hinter der Aufstellung der Squad sowie als die Chefin der Einheit, die ihr ihre Aufträge erteilt. Die Figur wurde in dem Comicheft Legends #1 vom November 1986 in das DC-Universum eingeführt (Autoren: John Ostrander und Len Wein; Zeichner: John Byrne).
Seit der ersten Suicide-Squad-Serie von 1987 ist Amanda Waller eine häufige Antagonistin – und gelegentliche Verbündete – von diversen DC-Superhelden-Figuren, wobei sie typischerweise als mächtige Geheimdienstfunktionärin in Erscheinung tritt, die im Verborgenen ihre (nicht selten fragwürdige) eigene Agenda oder die Agenda der politisch Mächtigen verfolgt, die mit den ethischen Prinzipien diverser DC-Helden, mit denen sie in Konflikt kommt, kollidiert. Obwohl die Figur eher einen Antihelden als einen Schurken darstellt, wurde sie bei einem Voting auf der Genre-Website IGN auf Platz 60 der „Besten Comic-Superschurken aller Zeiten“ gewählt.
Waller ist – was zum Zeitpunkt ihres ersten Auftritts (1986) für die Funktion der Inhaberin einer mächtigen Stellung im Staatsapparat, die sie innehat, untypisch und geradezu bahnbrechend war – eine Afroamerikanerin. Knapp zwanzig Jahre lang, von 1986 bis etwa 2008, war ein besonders auffälliges Merkmal ihres äußeren Erscheinungsbildes ihre enorme Leibesfülle: Ihr tonnenförmig-stämmiger Körperbau brachte ihr den Spitznamen „The Wall“ („Die Wand“). In jüngerer Zeit wurde dieser Aspekt in den Comics sowie in den Cartoon- und Film-Adaptionen stark zurückgeschraubt, so dass Waller als eine durchschnittlich kräftige und sogar als schlanke Frau dargestellt wird.
Waller wird zumeist als selbstbewusste, herrische und durchsetzungsfähige Geheimdienstlerin porträtiert, die in der Wahl ihrer Mittel nicht wählerisch ist. So greift sie häufig – zumeist im Namen der nationalen Sicherheit – zu Intrigen, Einschüchterung und sogar Erpressung, um andere dazu zu veranlassen, in der von ihr gewünschten Weise zu handeln. In den meisten Varianten des Suicide-Squad-Stoffes ist ihre Beziehung zu den meisten der ehemaligen Superschurken, die sie im Tausch für Erlass ihrer Haftstrafen als Agenten rekrutiert, durch gegenseitige starke Antipathien gekennzeichnet. Ein besonderes Verhältnis von Hass (auf seiner Seite) und Verachtung (auf ihrer Seite) verbindet sie mit Captain Boomerang, der in fast allen Inkarnationen der Serie Mitglied der Squad ist.
In den ersten Ausgaben der Suicide-Squad-Serie von 1987 wird Wallers Hintergrundgeschichte beschrieben: Hier erscheint sie als Matriarchin einer ursprünglich unterprivilegierten Familie aus der inner city der US-Metropole Chicago, die, nachdem einer ihrer Söhne, eine ihrer Töchter und ihr Ehemann der grassierenden Bandenkriminalität dieser Stadt zum Opfer fielen, in den Dienst der Regierung trat. Auch wird in diesen Geschichten geschildert, dass Waller diejenige war, die die Idee hatte, ein spezielles Einsatzkommando aus inhaftierten Super-Kriminellen zu rekrutieren, die sich im Tausch für Hafterlass dazu verpflichten sollten, gefährliche Missionen im Dienst der Regierung auszuführen.
Während Waller in der ursprünglichen Suicide-Squad-Serie die Gesamtleitung der Squad innehat und ihr ihre Aufträge erteilt, ist ihr Stellvertreter, der ehemalige Armeeoffizier Rick Flag, derjenige, dem die operative Führung der Truppe und das Kommando während ihrer Einsätze obliegt.
In der von 1988 bis 1991 bei DC erscheinenden Serie Checkmate, die die Aktivitäten eines im DC-Universums agierenden Geheimdienstes beschreibt, ist Amanda Waller ebenfalls eine wiederkehrende Figur.
Nach der Einstellung der ersten Suicide-Squad-Serie wurde Amanda Waller sporadisch in anderen Serien des DC-Verlages als Figur verwendet, wobei sie in der Regel weiterhin die Rolle der hinter den Kulissen agierenden, moralisch ambivalente Projekte schmiedenden Geheimdienstchefin spielte. Als Chefin von kurzzeitig reaktivierten Formationen der Suicide Squad tritt Waller in den Miniserien Eclipso (1992), Bloodlines (1993) und Salvation Run in Erscheinung.
In den Jahren 2001 bis 2002 trat die Figur der Amanda Waller, nachdem sie längere Zeit kaum verwendet worden war, wieder recht regelmäßig in den Heften der diversen Serien um den Superhelden Superman auf, in denen zu dieser Zeit ein langwieriger Handlungsstrang Supermans Erzfeind Lex Luthor in das Amt des US-Präsidenten aufsteigen und dies eine Zeit lang bekleiden ließ. Waller tritt in den Superman-Geschichten, die die Präsidentschaft Luthors beschreiben, als Ministerin für Meta-Menschliche Angelegenheiten (Secretary of Meta-Human Affairs), d. h. als Ministerin für die Angelegenheiten von Menschen mit Superkräften in Luthors Kabinett in Erscheinung.
In der von 2005 bis 2008 publizierten zweiten Serie unter der Bezeichnung Checkmate wurde Waller erneut als Hauptfigur verwendet.
In dem im Jahr 2011 begonnenen Neustart des gesamten DC-Universums tritt Waller in zahlreichen Geschichten in verschiedenen Serien in ihrer altbekannten Rolle als Geheimdienstchefin auf. Allerdings ist die Figur nun einer Generalüberarbeitung unterzogen worden: So ist sie nun deutlich jünger und körperlich agiler, leistungsfähiger und attraktiver als in den Geschichten der Jahre 1987 bis 2010. Anders als in fast allen alten Geschichten über die Suicide Squad nimmt sie nun auch aktiv an den Feldeinsätzen des Teams teil, anstatt diese aus der Ferne zu steuern.
Seit den 2000er Jahren ist die Figur der Amanda Waller in zahlreichen Fernsehserien, Computerspielen und zuletzt sogar einem Kinofilm, die Elemente des Suicide-Squad-Stoffes verarbeiten, verwendet worden:
In der Zeichentrickserie Justice Leagure Unlimited tritt Waller (US-Synchronstimme CCH Pounder) in zahlreichen Folgen als Leiterin eines geheimen Regierungsprojektes namens Cadmus auf, das sich der Aufgabe widmet, Mittel zu entwickeln, um die Superhelden der Justice League, falls diese sich einmal gegen die Menschheit stellen sollten, auszuschalten. Unter ihrer Ägide werden im Labor durch genetische Experimente und ähnliche Verfahren diverse Super-Wesen entwickelt, die in der Lage sein sollen, der League Paroli zu bieten und sie im Bedarfsfall zu besiegen, zugleich aber (theoretisch) darauf programmiert sind, der Führung des Projektes gegenüber stets strikt loyal zu sein: so Galatea, ein infolge von künstlich beschleunigter Reifung mächtigerer Klon der Superheldin Supergirl, das Monster Doomsday (das sich gegen Cadmus wendet) und das Team der Ultimen. In der Folge Clash verbündet sie sich mit Supermans Erzfeind und manipuliert Superman und den Superhelden Captain Marvel dazu, sich einen Zweikampf zu liefern. In Task Force X stellt sie eine Variante der Suicide Squad auf die Beine, der sie die Aufgabe überträgt, das Hauptquartier der Justice League zu infiltrieren und eine mächtige Waffe zu stehlen. In dem Cadmus-Vierteiler (Question Authority, Flashpoint, Panic in the Sky und Divided We Fall) kommt es schließlich zu einer offenen Konfrontation zwischen Waller und dem Cadmus-Projekt auf der einen Seite und der Liga auf der anderen, der in einem von Waller angeordneten Angriff auf das Satelliten-Hauptquartier der Liga gipfelt. Diesen lässt sie erst abbrechen, als Batman – der bis dahin in der Serie Wallers Gegenpart als der gewiefte, im Hintergrund agierende Strippenzieher und Stratege seines Teams, so wie sie derjenige des ihren ist, spielt – ihr Beweise dafür vorlegt, dass ihr „Verbündeter“ Luthor sie manipuliert und betrogen hat, um seine eigenen kriminellen Ziele voranzubringen. Nachdem Luthor und der Außerirdische Brainiac, der, wie sich zeigt, Luthors Handeln bisher im Verborgenen steuerte, von der League besiegt werden, söhnt Waller sich mit ihr aus und wird ihre offizielle Verbindungsperson zur Regierung.
In der Fernsehserie Smallville wird Waller in mehreren Episoden von Pam Grier verkörpert. Auch hier figuriert sie als ränkeschmiedende Geheimdienstchefin, die den Superhelden, von denen diese Serie handelt, allerlei Schwierigkeiten bereitet.
In der Serie Young Justice ist Waller am Rande als Direktorin des Gefängnisses Belle Reeve zu sehen, während sie in dem Cartoon-Film Batman/Superman: Public Enemy als Ministerin für Metamenschenangelegenheiten die Titelhelden unterstützt.
Kurze Auftritte hat Armanda zudem in den Computer- und Konsolenspielen Batman: Arkham Origins (2013) und Batman: Arkham Origins – Blackgate (US-Synchronstimme: CCH Pounder) sowie dem Online-Spiel DC-Universe Online (US-Synchronstimme: Deborah Colle), in denen sie wie gehabt als Strippenzieherin für die Aufstellung der Suicide Squad verantwortlich ist. In dem Prequel-Cartoon zu den beiden zuerst genannten Spielen Batman. Assault on Arkham tritt sie in gleicher Weise in Erscheinung, wobei der Film damit endet, dass sie ins Visier von Deadshot gerät.
In dem Spiel Lego Batman. Beyond Gotham ist Waller als Teil des downloadbaren Zusatzcontents für das Spiel sogar ein spielbarer Charakter (US-Synchronstimme: Cynthia Addai-Robinson).
In der Fernsehserie Arrow wird Amanda Waller von Cynthia Addai-Robinson verkörpert. Hier ist sie Direktorin eines Geheimdienstes namens A.R.G.U.S. und tritt erstmals in der Folge Keep Your Enemies Closer der 2. Staffel auf. In der Folge Suicide Squad stellt sie schließlich eine Formation des Teams zusammen, die aus Deadshot, Bronze Tiger, Michaels, Shrapnel und John Diggle besteht, um ein Arsenal biologischer Waffen ausfindig zu machen und zu zerstören.
In der Comicverfilmung Green Lantern von 2010 erscheint Waller, gespielt von Angela Bassett, als Nebenfigur.
In der Suicide-Squad-Verfilmung aus dem Jahre 2016 übernimmt Viola Davis die Rolle der Amanda Waller. Davis spielte sie auch in The Suicide Squad aus dem Jahr 2021 und Black Adam aus dem Jahr 2022.

### Captain Boomerang
Der Berufskriminelle Captain Boomerang, alias George „Digger“ Harkness, ist in fast allen Versionen des „Suicide Squad“-Stoffes ein Mitglied der Einheit. Ihren Namen verdankt die Figur ihrer Gewohnheit, sich der aus der Kultur der australischen Ureinwohner stammenden Jagdgerät des Bumerangs als Waffe zu bedienen.
Die Figur wurde in dem Comicheft Flash #117 vom Dezember 1960 in DC-Universum eingeführt (Autor: John Broome; Zeichner: Carmine Infantino). Seither gehört Captain Boomerang zu den am häufigsten verwendeten Widersachern des Titelhelden dieser Comicserie, dem Verbrechensbekämpfer Flash, der – seitdem er von einem Blitz getroffen wurde – über die Fähigkeit verfügt, sich mit übermenschlicher Geschwindigkeit fortzubewegen.
In den meisten Versionen der Figur ist Harkness ein australischer Krimineller, der im Umgang mit der Wurfwaffe des Bumerangs vollendete Meisterschaft erlangt hat und stets eine große Anzahl von Bumerangen an seinem Körper trägt, die er als Werkzeuge zur Verübung von Verbrechen benutzt. Häufig sind seine Bumerange „Trickbumerange“, die auf unterschiedlichste Weise präpariert sind: So benutzt er Bumerange, die mit Sprengstoff ausgestattet sind und die beim Auftreffen auf ihr Ziel explodieren, oder Bumerange, die an der Spitze elektrisch aufgeladen sind und beim Auftreffen eine Schockwirkung zeitigen.
Seiner Hintergrundgeschichte zufolge ist Harkness in den meisten Versionen des DC-Universums der Sohn eines amerikanischen Soldaten und einer Australierin, der – getrennt von seinen Eltern – in ärmlichen Verhältnissen in einer australischen Stadt namens Korumburra aufwuchs. Als junger Mann betätigte er sich als Schausteller und unterhielt Jahrmarktbesucher durch Darbietungen seiner Kunstfertigkeit im Umgang mit Bumerangen. Nachdem er als Werbemaskottchen für ein spielzeugproduzierendes Unternehmen angeheuert wurde, legte er sich für seine Auftritte in Werbefilmen die Persona des in ein auffälliges, blaues – mit verstreuten weißen Bumerang-Emblemen geschmücktes – Wams und eine Mütze gekleideten „Captain Boomerang“ zu. Nachdem das Publikum die von ihm beworbenen Spielzeuge zurückwies und ihn als lächerliche Figur belächelte, wandte Harkness sich verbittert und hasserfüllt dem Verbrechen zu, wobei er die „Captain Boomerang“-Identität trotzig beibehielt. Seine Diebeszüge brachten ihn immer wieder in Konflikt mit dem Superhelden Flash und machten ihn mit der Zeit zu einem festen Mitglied der sogenannten „Rogues' Gallery“, der Schurkengalerie des „Roten Blitzes“, also jener Gegner des Superhelden mit denen dieser es immer wieder einmal zu tun bekommt.
Während Captain Boomerang in den ersten Jahrzehnten, in denen er in den Comics von DC auftrat, ein normales amerikanisches Englisch sprach, wird ihm von den Autoren seit Ende der 1980er Jahre in den meisten Geschichten, in denen er als Figur verwendet wird, ein australischer Akzent in den Mund gelegt.
Seit der Entwicklung des „Suicide Squad“-Stoffes im Jahr 1986 hat Captain Boomerang so gut wie allen Versionen der Task Force X, deren Abenteuer die „Suicide Suqad“-Geschichten beschreiben, angehört. In der ersten „Suicide Squad“-Serie, die von 1987 bis 1991 veröffentlicht wurde, war Harkness neben Rick Flag, Deadshot und Bronze Tiger eine der vier de facto-Hauptfiguren: Er trat in fast allen Heften auf und spielte in beinahe allen Stories eine zentrale Rolle in der Handlung.
In den ersten Ausgaben der Serie wird beschrieben, wie Captain Boomerang nach seiner x-ten Niederlage gegen den Flash von der US-Regierung das Angebot erhält, seine Haftstrafe erlassen zu bekommen, wenn er sich im Gegenzug hierfür dazu verpflichtet, mehrere Jahre lang im Auftrag der US-Regierung an gefährlichen Kommandomissionen mit der von der undurchsichtigen Geheimdienstfunktionärin Amanda Waller aufgestellten Task Force X teilzunehmen. Nachdem er einwilligt, wird Harkness in das Belle Reeve Gefängnis verlegt, einer Fassaden-Institution, hinter der sich das Hauptquartier der Task Force verbirgt, in dem die Mitglieder derselben auf ihre Einsätze vorbereitet werden.
Innerhalb des Teams ist Captain Boomerang ein Einzelgänger, der bei den meisten seiner Kollegen äußerst unpopulär ist. Entsprechend gespannt ist sein Verhältnis zu diesen. Hauptgründe hierfür sind seine gehässig-zynische Art, seine schneidende Persönlichkeit sowie sein unverhohlener Rassismus (so bezeichnet er den Afroamerikaner Bronze Tiger stets als "Abbo"). Seine Gewalttätigkeit und Unberechenbarkeit sowie die Feigheit und Unzuverlässigkeit, die er bei Einsätzen an den Tag legt (so lässt er wiederholt andere Squad-Angehörige im Stich), tragen ebenfalls dazu bei, ihn im Kreise der Task Force unbeliebt zu machen. Besonders Amanda Waller, der Chefin des Suicide Squad, bringt Harkness eine starke Aversion entgegen und verachtet ihn als "Idioten and Versager" ("a jerk and a screw-up"), erachtet ihn aber dennoch als nützlich, so dass sie immer wieder auf ihn zurückgreift. Während er in den meisten Suicide Squad"-Geschichten als Klassenclown der Task Force fungiert, der seine Teamkameraden foppt und nervt, kommt gelegentlich auch eine tückische Seite des Captains zum Vorschein: So führt er in einer Geschichte absichtlich den Tod des Teammitglieds Klipnot herbei und sieht in einer anderen tatenlos zu, wie die Team-Angehörige Mindboggler – die ihn kurz zuvor gekränkt hatte – getötet wird, obwohl er die Möglichkeit hatte, sie zu retten.
Nach dem Ende der ersten Suicide Squad Serie wurde Captain Boomerang wieder einige Jahre als Schurke in den Flash-Comics verwendet. In der Miniserie Underworld Unleashed von 1995 lässt er sich, in der Hoffnung endlich Geltung als erfolgreicher Superkrimineller zu erlangen auf einen Pakt mit dem Dämonen Neron ein, der ihm im Gegensatz für seine Dienste unsterblichen Ruhm verspricht. Neron hintergeht Boomerang – sowie vier weitere Flash-Schurken (Captain Cold, Heatwave, Mirror Master und Weather Wizard), die sich auf ähnliche Händel mit ihm einlassen – jedoch und lässt ihn und seine vier Komplizen in Explosionen, die sie selbst ausgelöst haben, ums Leben kommen. In dem One-Shot The Rogues lässt der Dämon die fünf Gauner als Untote auf die Erde zurückkehren und die Heimatstadt des Flash, Keystone City, mit Chaos und Verwüstung überziehen. Flash gelingt es schließlich Neron zu überlisten und Boomerang, wie die anderen vier, wieder als Menschen ins Leben zurückzuholen.
In der Miniserie Identity Crisis wird Boomerang abermals getötet: Bei einem Auftragsmord zum Nachteil des Unternehmers Jack Drake (dem Vater des Superhelden Robin), den er ausführt, töten beide Männer einander. Auch diesmal währt sein Tod nur zeitweise: In der Miniserie Blackest Night wird geschildert, wie Harkness – wie Dutzende andere „tote“ DC-Schurken – als Zombie wieder zum Leben erwacht und sich an Angriffen der Zombie-Armee der sogenannten Black Lanterns auf diverse DC-Helden beteiligt. Am Ende der Storyline wird er auf wundersame Weise wieder in einen Menschen verwandelt. Dennoch wird George Harkness einige Jahre lang, in den meisten Geschichten, in denen Captain Boomerang auftritt, durch seinen Sohn Owen Mercer (der auch als Owen Harkness firmiert) als Träger dieser Identität ersetzt. Dieser wird in dem Heft Identity Crisis #3 vom Oktober 2004 ins DC-Universum eingeführt (Autor: Brad Meltzer; Zeichner: Rags Morales). In Flash #225 von 2006 erfährt man, dass Owens Mutter Meloni Thawnee ist (die auch die Mutter des Superhelden Impulse ist), die Digger Harkness während einer Zeitreise ins 30. Jahrhundert getroffen hatte. Im Gegensatz zu seinem eindeutig als reuloser Krimineller dargestellten Vater ist Owen Harkness eher ein Antiheld als ein Schurke, der häufig mit Superhelden wie Robin, Supergirl oder den Teen Titans zusammenarbeitet.
Nach dem Neustart des kompletten DC-Universums im Jahr 2011 ist erneut Digger Harkness Träger der Identität des Captain Boomerang. Wie in früheren Zeiten ist die Figur ein ständiges Mitglied der neuesten Version der Suicide Squad, deren Abenteuer im neuen „52“-Universum, in dem die meisten der seit 2011 erscheinenden DC-Geschichten angesiedelt sind, spielen.
Seit den frühen 2000er Jahren ist Captain Boomerang in zahlreichen Adaptionen des Flash- bzw. des Suicide Squad"-Stoffes in anderen Medien als Figur verwendet worden:
In der Zeichentrickserie Justice League Unlimited tritt Captain Boomerang in mehreren Folgen auf (US-Synchronstimme Donal Gibson). In der Episode „Task Force X“ beteiligt er sich an einem Angriff der Squad auf das Satellitenhauptquartier der Justice League, um eine mächtige Waffe, die dort verwahrt wird, zu stehlen. In der Folge „Flash and Substance“ nimmt er die Einweihung des Flash-Museums in Keystone City zum Anlass, um zusammen mit anderen Mitgliedern der Rogues Gallery einen Überfall auf diese Gedenkstätte zum Ruhm seines Erzfeindes durchzuführen. Den vereinten Kräften von Flash, Batman und dem Weltraumhelden Orion gelingt es jedoch Boomerang und den anderen Schurken das Handwerk zu legen.
In der Serie Batman. The Brave and the Bold erzählt die Folge „Requiem for a Scarlet Speedster“, wie Batman den Flash aus der Gewalt von Captain Boomerang, der ihn an einen überdimensionierten Bumerang gekettet hat und sich anschickt, diesen abzufeuern, befreit. Hier wird er von John DiMaggio synchronisiert.
In der Fernsehserie Arrow wird Captain Boomerang in mehreren Folgen von Nick Tarabay verkörpert. Erstmals tritt er in der Folge „Draw Back Your Bow“ auf. In der Folge „The Brave and the Bold“ wird enthüllt, dass er ein ehemaliger Agent des australischen Geheimdienstes und ein früheres Mitglied der Suicide Squad ist. Die Handlung der Folge dreht sich darum, wie er die ehemalige Kommandantin der Squad, Lyla Michaels, ausfindig zu machen versucht, um sie zu töten. Er wird schließlich von dem Titelhelden der Serie, Arrow, und dem Flash ausgeschaltet.
In dem Zeichentrickfilm Batman. Assault on Arkham (US-Originalsynchronstimme: Greg Ellis) wird Captain Boomerang als Mitglied einer Version der Suicide Squad gezeigt, die in die Nervenheilanstalt Arkham Asylum eindringt, um einen Gefangen zu befreien.
Captain Boomerang taucht auch in diversen Computerspielen wie DC Universe Online (US-Synchronstimme: J. Shannon Weaver), Lego Batman 2: DC Super Heroes (US-Synchronstimme: Nolan North) und Lego Batman 3: Beyond Gotham.
In dem 2016 erschienenen Suicide Squad-Film wird Captain Boomerang von Jai Courtney verkörpert.

### Count Vertigo
Count Werner Vertigo (englisch count „Graf“ und vertigo „Schwindelgefühl“) ist der letzte Spross der Herrscherfamilie des fiktiven osteuropäischen Fürstentums Vlatava. Er ist eine der Hauptfiguren der von John Ostrander verfassten Suicide Squad-Serie der späten 1980er und frühen 1990er Jahre. Vertigo verfügt über starke telepathische Kräfte, die es ihm ermöglichen, zu schweben sowie die Sinneswahrnehmung anderer Personen zu stören, indem er ihnen Schwindelanfälle einpflanzt, die diese ihre Orientierung verlieren lassen: Diese in den Comics als „Vertigo-Effekt“ bezeichnete Fähigkeit, ermöglicht es ihm, anderen Menschen in einen Zustand taumelnder Verwirrung zu versetzen, in dem sie unfähig sind „oben von unten“ zu unterscheiden, so dass sie nicht richtig laufen können (sondern stolpernd zu Boden gehen) und auch nicht mit einer Waffe, einer Kamera oder anderen Gegenständen auf ihn zielen können.
Die Figur wurde in dem Comicheft World’s Finest Comics #251 vom Juli 1978 (Autor: Gerry Conway, Zeichner: Trevor Von Eeden und Vince Colletta) in das DC-Universum eingeführt, in dem Vertigo als Gegenspieler der Superhelden Green Arrow und Black Canary fungiert. Anschließend wurde er wiederholt als Schurken-Figur in Geschichten über Green Arrow und Black Canary sowie – seltener – über in Geschichten über Batman verwendet. Er wird gemeinhin der Rogues' Gallery von Green Arrow zugerechnet.
Die Handlungen der Stories, in denen Count Vertigo als Antagonist der drei genannten Superhelden auftritt, drehen sich zumeist um klassische Topoi des „Superheld bekämpft Superschurke“-Motivs: So verhindern Black Canary, Green Arrow oder Batman in einigen Geschichten Selbstbereicherungs-Verbrechen Vertigos (etwa den Versuch ein kostbares Juwel aus dem ehemaligen Staatsschatz seiner Eltern, das diese nach dem Zweiten Weltkrieg verkaufen mussten, zurückzustehlen) oder spüren ihn, nachdem er solche Verbrechen begangen hat, auf und bringen ihn zur Strecke, während er in anderen Geschichten selbst derjenige ist, der ihnen nachstellt (bzw. ihnen Fallen stellt) und sie mit der Intention angreift, sich für früher erlittene Niederlagen zu rächen, indem er sie tötet, wobei er letztlich stets unterliegt.
Count Vertigos persönlicher Hintergrund wurde in den frühen Geschichten, in denen er auftrat damit erklärt, dass seine Familie ihren Thron nach der Annexion ihrer Heimat durch die Sowjetunion zum Ende des Zweiten Weltkriegs verlor und ins Exil nach Großbritannien fliehen musste. Der deklassierte Adelige habe sich infolge dieses Schicksalsschlages einem Leben als Verbrecher zugewandt. Seine Superkräfte werden mit einer angeborenen Störung seiner räumlichen Wahrnehmung und seines Gleichgewichtes erklärt, die er durch ein in seine Schläfe implantiertes Gerät in ähnlicher Weise korrigiere, wie hörgeschädigte Personen ihre Hörschwäche durch ein Hörgerät ausgleichen: Sein Implantat ermögliche es ihm, seine eigene Gleichgewichts- und Wahrnehmungsstörung auf andere Menschen zu projizieren und diese die Kontrolle über ihre eigenen Bewegungen und Sinne verlieren zu lassen. In späteren Geschichten ist Count Vertigos Superkraft aus ungeklärten Gründen von dem besagten Implantat entkoppelt und in organischer Weise auf ihn selbst übergegangen. Auch die Fähigkeit zu schweben und zu fliegen besitzt er – ohne Erklärung – erst in späteren Geschichten: Bei seinen frühen Auftritten bedient er sich magnetischer Schuhe, mit denen er Wände und Decken hochlaufen kann.
Innerhalb der ersten Suicide Squad-Serie begegnet Count Vertigo dem Leser erstmals, als die Squad Vlatava aufsucht, um einen dortigen Bürgerkrieg, an dem Vertigo sich in dem Bestreben die Macht in seiner Heimat zu übernehmen beteiligt, zu beenden. Nachdem Vertigo besiegt ist, wird er von der zu diesem Zeitpunkt zur Squad gehörigen Ökoterroristin Poison Ivy mit Hilfe ihrer psychosuggestiven Fähigkeiten (ihr Körper produzierte Pheromone mit denen sie andere Menschen ihrem Willen unterwerfen kann) zu ihrem Sklaven gemacht und auf diese Weise in die Squad rekrutiert. In der Folge gehört er bis zum Ende der ersten Suicide Squad-Serie im Jahr 1992 zur Stamm-Besetzung der Task Force X und nimmt an vielen Missionen des Teams teil.
Eine besondere Beziehung verbindet Count Vertigo innerhalb der ursprünglichen Suicide Squad-Serie mit seinem Teamkameraden Deadshot. Ein sich lange Zeit durch diese Serie ziehender Subplot drehte sich um eine Vereinbarung zwischen dem depressiven Count Vertigo und dem Profikiller, die zum Inhalt hatte, dass Deadshot den Grafen eines Tages erschießen sollte, um ihn von der Qual des Lebens zu befreien. Dieser Handlungsstrang wurde erst in den letzten Seiten des letzten Heftes der ursprünglichen Serie aufgelöst, in dem Count Vertigo seine Vereinbarung mit Deadshot löst, da ihm bewusst wird, dass eine Erfüllung seines Todeswunsches durch eine von ihm erbetene Erschießung durch Deadshot – die er seinerzeit ins Auge gefasst hatte, da sein christlicher Glaube ihm verbot, seinen Todeswunsch zu erfüllen, indem er sich selbst erschießen würde – letztlich nichts anderes als einen indirekten Suizid darstellen und ihm damit, gemäß seinen Glaubensvorstellungen, ebenfalls den Einzug in den Himmel verwehren würde.
In späteren Inkarnationen des „Suicide Squad“-Stoffes ist Count Vertigo wiederholt phasenweise Mitglied von verschiedenen Zusammensetzungen des Teams, so in der Miniserie Salvation Run und der Maxiserie 52.
Im Rahmen des Reboots des DC-Universums seit dem Jahr 2011 wurde in dem Heft Green Arrow #22 (3. Serie) von 2014 ein neuer Count Vertigo eingeführt, dessen fiktive Biographie in dem Heft Count Vertigo #1 beschrieben wird. Dieser heißt nun Werner Zytle und ist, wie der alte Count Vertigo, ein Adeliger aus der fiktiven Nation Vlatava. In dieser Variante floh die Familie in Vertigos Jugend nach Kanada, wo Zytle sich als Jugendlicher in Vancouver dem organisierten Verbrechen zuwandte, um seine Anstrengungen sein Geburtsrecht geltend zu machen und den vlatavischen Thron für sich zu erobern, zu finanzieren. Nachdem ihm dies gelungen ist steuert er als Monarch von Vlatava im Verborgenen weiterhin kriminelle Aktivitäten verschiedenster Art.
Verschiedene Variationen des Count Vergios hatten – mit geringfügig abweichenden Namen – Auftritte in diversen Fernsehproduktionen, die auf Comics des DC-Verlages beruhen: So bekommt Batman es in der Episode „Off Balance“ der Zeichentrickserie Batman: The Animated Series mit einem Schurken namens Vertigo zu tun, der ein ähnliches Aussehen und die gleichen Kräfte, wie der Count Vertigo der Comics hat (US-Synchronstimme: Michael York). Anders als in den Comics handelt es sich bei Vertigo allerdings nicht um einen gestürzten Adeligen, der um seine Thronrechte kämpft, sondern um einen abtrünnigen Gefolgsmann des Batman-Feindes Ra’s al Ghul, der die Kontrolle über dessen kriminelles Imperium an sich zu reißen versucht und am Ende der Folge stirbt, als er im Kampf mit Batman von den Zinnen eines Schlosses, das er als Versteck nutzt, stürzt.
In der Serie The Batman tritt Count Vertigo als Schurke in der fünften Staffel auf (US-Originalsynchronstimme Greg Ellis). Hier erscheint er als krimineller Wissenschaftler, dem ein mechanisches Auge seine die Sinnesfähigkeiten seiner Mitmenschen beeinflussenden Fähigkeiten verleiht. Diese benutzt er um kostbare technische Geräte zu stehlen. Batman und Green Arrow legen ihm hier gemeinsam das Handwerk.
In der Fernsehserie Arrow von 2012 tritt ein von Seth Gabel dargestellter, Charakter namens „The Count“ („der Graf“) auf, der auf Graf Vertigo basiert. Diese Interpretation der Figur stammt allerdings im Gegensatz zur Comicvorlage nicht aus Osteuropa und verfügt zudem über keine Superkräfte: Stattdessen handelt es sich um einen vom Balkan (wohl aus Rumänien) stammenden Kriminellen, der in seiner Sprechweise und seinen Manierismen an die Darstellung der Romanfigur des Vampirs Dracula aus dem gleichnamigen Roman von Bram Stoker durch den Schauspieler Bela Lugosi in den Hollywood-Verfilmungen des Stoffes in den 1930er Jahren, angelehnt ist. Der Count agiert in Arrow als Anführer einer skrupellosen Bande von Drogenhändlern, die eine von dem Count selbst erfundene neuartige – und gefährliche – Designerdroge namens Vertigo in der fiktiven Heimatstadt des Helden der Serie, dem Vigilanten Oliver Queen (der auf Vertigos Erzfeind in der Comicvorlage, dem Bogenschützen Green Arrow, beruht), verbreitet. Die Droge des Counts löst bei ihren Konsumenten in überdosierter Form Angstanfälle und starke Schmerzen aus, so dass sie bald nach ihrer Einführung zu einer erheblichen gesellschaftlichen Gefahr wird. Der Codename „The Count“ wird innerhalb der Serie damit erklärt, dass er seine Feinde durch zwei gezielte Halsstiche mit einer Doppelspritze, die mit einer tödlichen Dosis seiner Droge gefüllt ist, liquidiert, so dass diese Wunden aufweisen, die an die Bissspuren des Grafen Drakula ähneln. Nachdem Queens Schwester unter Einfluss von Vertigo einen Autounfall erleidet heftet der Verbrecherjäger sich an die Fersen von Vertigo und zerschlägt seine Organisation. Am Ende seiner Debütfolge injiziert Queen dem Count aus Rache für dessen Taten mehrere Spritzen seiner eigenen Droge. Dies hat zur Folge, dass er in geistige Umnachtung verfällt und in eine Nervenheilanstalt verbracht wird. In der zweiten Staffel der Serie wird er wieder Herr seiner Sinne, entkommt aus der Haft und wird bei einer erneuten Auseinandersetzung mit Queen von diesem mit einem Pfeilschuss getötet. In der dritten Staffel tritt ein neuer Count, verkörpert von Peter Stormare, an seine Stelle, der aber ebenfalls in zwei Kämpfen mit Queen diesem unterliegt.
Auch in dem animierten Kurzfilm DC Showcase: Green Arrow tritt Count Vertigo (US-Synchronstimme Steve Blum) als Antagonist von Green Arrow in Erscheinung. In diesem Film setzt Vertigo den Killer Merlyn auf seine Nichte Perdita – die seinem Anspruch auf den Thron von Vlatava im Wege steht – an. Der Mordanschlag wird jedoch von Green Arrow verhindert, der Merlyn in einem Zweikampf bezwingt. Anschließend gelingt es Vertigo beide, Green Arrow und Perdita, mit seinem „Vertigo-Effekt“ zu überwältigen und gefangen zu nehmen. Die Situation wird aber schließlich gerettet, als Arrows Lebensgefährtin Black Canary auf der Szene erscheint, gegen die Vertigos „Vertigo-Effekt“ sich als wirkungsloß erweist, da sie ihn auch ohne Orientierungssinn mit ihrer Fähigkeit, betäubende Sonarschreie auszustoßen, überwältigen kann.
In der Serie Young Justice erscheint Count Vertigo (erneut synchronisiert von Steve Blum) in mehreren Folgen als korrupter Diplomat des kleinen Königreiches Vlatava, der seine Diplomatische Immunität missbraucht, um sich der Verfolgung für von ihm organisierte Verbrechen zu entziehen. Er wird schließlich in der Episode „Coldhearted“ seiner diplomatischen Immunität enthoben und verhaftet, als es den jugendlichen Superhelden, von deren Abenteuern die Serie handelt, gelingt, Vertigos Nichte, der Königin von Vlatava zu beweisen, dass ihr Onkel ihr nach dem Leben trachtet, um selbst auf den Thron zu gelangen.

### Rick Flag
Rick Flag Jr. ist in der ersten Suicide Squad-Serie von 1987 bis 1991 der field leader der Squad, d. h. der Anführer der Einheit bei ihren Einsätzen.
Die Figur wurde in dem Heft The Brave and the Bold #25 von 1959 ins DC-Universum eingeführt (Autor: Robert Kanigher, Zeichner: Ross Andru).
In den ersten Heften der ursprünglichen Suicide Squad-Serie wird beschrieben, wie Flag, ein Berufsoffizier, die Führung des von Amanda Waller zusammengestellten Teams übernimmt. Im Gegensatz zu fast allen anderen Teammitgliedern, bei denen es sich um Kriminelle handelt, die im Gegenzug für Straferlass an diesen Einsätzen teilnehmen, ist Flag ein Idealist, der aus Patriotismus, militärischem Pflichtgefühl und persönlicher Überzeugung an den Missionen der Squad mitwirkt. Ein ständig wiederkehrendes Motiv der Serie ist, dass der integere Flag mit seinen korrupten, charakterlich und moralisch verdorbenen und verkommenen untergebenen Teamkollegen aneinandergerät. Ausnahmen sind Bronze Tiger und Nemesis, mit denen ihn gute Beziehungen verbinden. Besonders konfliktbeladen ist Flags Beziehung zu dem ehemaligen Profikiller Deadshot, der ihm in vielerlei Hinsicht sehr ähnlich ist, ein Gedanke, der ihm aufgrund von Deadshots mörderischer Vergangenheit besonders verhasst ist.
Flag stirbt schließlich scheinbar während eines Einsatzes im Kampf mit dem Terroristen Rustam, hier wird er in einer Explosion getötet. Während er in einigen Storylines der nachfolgenden Jahre (so z. B. in der Day of Judgement-Miniserie von 1998) kurz als Geist im Jenseits zu sehen ist, wird widersprüchlicherweise in dem Heft Checkmate (2. Serie) #6 von 2008 enthüllt, dass Flag seinen vermeintlichen Tod überlebt hat: In der betreffenden Geschichte befreit sein Freund Bronze Tiger ihn aus einem Gefängnis in dem fiktiven Staat Quarci auf der arabischen Halbinsel.
In der Miniserie Raise the Flag von 2009 wird erklärt, das Flag und Rustam die seinerzeitige Explosion überlebten, indem Rustam beide kurz vor der tödlichen Explosion mit Hilfe eines als Scimitar bezeichneten magischen Artefaktes in die im inneren der Erde befindliche Welt Skartaris – eine Mischung aus Urzeit und dem ritterlichen Mittelalter – teleportierte. Im Laufe der Serie wird außerdem enthüllt, das Flag mit eigentlichem Namen Miller heißt und dass er nicht der Sohn des gleichnamigen Offiziers Rick Flag senior ist, sondern diese Identität ihm durch eine systematische Gehirnwäsche, der er auf Veranlassung des skrupellosen Generals Eiling unterzogen wurde, künstlich eingepflanzt wurde.
In anderen Medien ist die Figur des Rick Flag seit den 2000ender Jahren wiederholt verwendet worden:
So tritt er in der Serie Justice League Unlimited in der Folge „Task Force X“ auf (US-Synchronstimme Adam Baldwin), in der er eine aus Captain Boomerang, Clock King, Deadshot und Plastique bestehende Einheit der Squad anführt, die in einer Kommandomission in das Hauptquartier der Justice League eindringt, um eine mächtige Waffe zu stehlen. In dem Computerspiel Batman: Arkham Origins – Blackgate von 2013 agiert Flag als Hintergrundfigur: Er beobachtet Batmans Versuche eine Häftlingsrevolte im Blackgate-Gefängnis niederzuschlagen und rekrutiert am Ende die Häftlinge Deadshot und Bronze Tiger für die Squad.
In der Serie Smallville, in der er von Ted Whittall verkörpert wird, wird Flag in den Folgen „Lazarus“, „Shield“, „Ambush“ und „Collateral“ als Figur verwendet.
In dem 2016 erschienenen Suicide Squad Film wird Flag von Joel Kinnaman dargestellt, nachdem er ursprünglich als Darsteller ins Auge gefasste Tom Hardy die Rolle aus Terminschwierigkeiten ablehnen musste.

## In anderen Medien

### Fernsehen
Anfang 2022 ist mit Peacemaker die Veröffentlichung einer Serie gestartet worden, welche sich um das gleichnamige Teammitglied der Task Force X dreht. Diese ist ein Ableger des Films The Suicide Squad aus 2021 und knüpft auch an dessen Handlung an. John Cena spielt in beiden Werken die Rolle des Peacemaker.
In der Zeichentrickserie Die Liga der Gerechten tritt die Suicide Squad (in der Zusammensetzung Rick Flag, Deadshot, Captain Boomerang, Plastique und Clock King) in der Episode "Task Force X" auf, in der sie das Satellitenhauptquartier der Justice League infiltriert, um eine mächtige Waffe zu stehlen. Der Name Suicide Squad wird in der Serie mit Rücksicht auf das jugendliche Zielpublikum nicht erwähnt. Stattdessen wird durchweg der Name Task Force X" benutzt.
In der Serie Smallville wird eine Version der Suicide Squad in die Handlung der 10. Staffel eingebaut.
In der 2. Staffel der Serie Arrow taucht die Suicide Squad – die hier offiziell ebenfalls Task Force X heißt – in mehreren Folgen auf. Hier gehören Deadshot, Bronze Tiger und Shrapnel zum Squad.

### Trickfilme
Der Zeichentrickfilm Batman: Assault on Arkham, der die Vorgeschichte zum Videospiel Batman: Arkham Asylum erzählt, schildert einen Einsatz der Squad, der diese in die Nervenheilanstalt Arkham Asylum führt: Im Auftrag von Amanda Waller soll das Team, bestehend aus Deadshot, Captain Bommerang, Killer Frost, Harley Quinn, Black Spider und King Shark den Superschurken Riddler, der Waller betrogen hat, liquidieren. Black Spider und King Shark werden während des Einsatzes getötet, Harley Quinn und Captain Boomerang verhaftet. Der Film endet damit, dass Deadshot, der als einziger von dem Einsatz zurückgekehrt ist, sich mit dem Ziel Rache zu nehmen an Wallers Fersen heftet und der Laserpointer seines Scharfschützengewehres als roter Punkt auf ihrer Stirn zu sehen ist.

### Kinofilme
Die Dreharbeiten für die Kinoverfilmung 2016 begannen im April 2015, der US-Kinostart war am 4. und in Deutschland am 18. August 2016.
Die Rolle der Harley Quinn wurde von Margot Robbie übernommen. Ursprünglich war geplant, dass Tom Hardy Rick Flag spielt, jedoch zog dieser sich aufgrund von Terminkonflikten aus dem Projekt zurück. Als Ersatz wurde versucht, Jake Gyllenhaal zu engagieren.
Joel Kinnaman übernahm schließlich den Part des Rick Flag. Jared Leto spielte Joker, Will Smith Deadshot, Jai Courtney Boomerang und Cara Delevingne Enchantress. Die Regie führte David Ayer.
Ein zweiter Realfilm mit dem Titel The Suicide Squad wurde 2021 veröffentlicht. Obwohl Margot Robbie bei diesem erneut als Harley Quinn und auch Joel Kinnaman, Jai Courtney und Viola Davis in ihren Rollen der Verfilmung aus 2016 zu sehen waren, ist dieser Film nicht die Fortsetzung von jenem, sondern gemäß Aussage der Produzenten ein Reboot. Die Regie führte James Gunn.
Weitere Darsteller sind Idris Elba als Bloodsport und John Cena als Peacemaker. Außerdem ist Sylvester Stallone in einer Sprechrolle zu hören.

## Sammelbände
Bislang sind die folgenden Nachdrucke von Suicide Squad Geschichten in Form von Sammelbänden erschienen:
- Suicide Squad: From the Ashes, 2008. (umfasst die Hefte Suicide Squad, 3. Serie, #1–8)
- Suicide Squad. Trial by Fire, 2011. (umfasst Suicide Squad, 1. Serie, #1–6 und Secret Origins #14)
- Suicide Squad. Kicked in the Teeth, 2012. (umfasst Suicide Squad, 4. Serie, #1–7)
- Suicide Squad. Basilisk Rising, 2013. (umfasst Suicide Squad, 4. Serie, #8–13, #0 und Resurrection Man #9)
- Suicide Squad. Death is for Suckers, 2013. (umfasst Suicide Squad, 4. Serie, #14–19)
- Suicide Squad. Discipline and Punish, 2014. (umfasst Suicide Squad, 4. Serie, #20–23, Detective Comics #23.2 und Justice League of America #7.1)
- Suicide Squad. Walled In, 2014. (umfasst Suicide Squad, 4. Serie, #24–30)